# 水谷果穗
水谷果穗（日语：／ Mizutani Kaho；1997年11月3日—）是日本女演員，出身自静岡縣，研音旗下藝人。

## 經歷
2012年春季，水谷在毫不知情的情況下被祖母報名參加了一次試鏡，成功通過成為演藝經紀公司研音的成員。他每月接受一次培訓，並於2013年4月首次在大原學園的電視廣告《飛翔的心情》中亮相。同年7月，他在電視劇《真實逃脫遊戲密室美少女》（東京電視台）中首次出演角色。從2015年7月開始，他成為日本電視台節目《夢的道路》的常駐主持人。同年11月3日，他於18歲生日當天發行由Wani Books出版的第一本寫真集《水谷果穗》，這本寫真集在他家鄉濱松市拍攝。同年10月，他首次在電影《先輩與彼女》中參演電影角色，並在2016年1月上映的《情人節噩夢》中首次擔任電影主演。當時，水谷經常在東京和濱松之間往返，搭乘1.5小時的新幹線平衡演藝活動和學業。2016年3月，他從靜岡縣立濱松湖東高中畢業後，專注於演藝事業。
2017年7月12日，水谷以歌手身份正式出道，主演的短片電影《明天在阿里澤海灘》的主題曲《藍色的淚水》發行。同年8月11日，他舉行了首次個人演唱會「Let's Get Going」。2018年2月17日，他參加了在大阪城音樂廳舉辦的音樂活動「LIVE SDD 2018」。從3月31日開始，他成為日本電視台節目《Going!Sports&News》的氣象主播，每週六出演。同年9月，由於接受了腳部手術，他暫時休養，並於11月回歸。。
2019年11月，他成為以「Ray web」為中心活動的《Ray》（主婦之友社）新組合「Raygirl」的成員。同月，他被任命濱松市親善大使，在日本國內外廣泛宣傳和推廣該市的魅力。2021年7月11日，他首次擔任地面電視劇《禍話》的主演。
2024年4月22日，他在自己的官方網站上宣布與學生時代的朋友，一位普通男性結婚。同年，她在圓谷製作的特攝劇《超人力霸王ARC》中出演女主角夏目凜調查員。

## 作品列表

### 電視劇
- 《真實逃脫遊戲密室美少女》（2013年7月20日－9月28日，東京電視台）：飾演
- 《家庭內幕》（2013年10月25日－12月13日，富士電視台）：飾演 石和千代美
- 《靈異教師神眉》（2014年10月11日－12月13日，日本電視台）：飾演 中島法子
- 《假面騎士Ghost》（2016年7月10日、7月17日，朝日電視台）：飾演 夏目真由
- 《戀聲情人夢》（2016年7月9日－10月1日，東京電視台）：飾演 青山雪
- 《大姊當家》 最後一週（2016年9月25日－10月1日，NHK）：飾演 森井（花山）茜
- 《黑色止血鉗》（2018年4月22日－6月24日，TBS）：飾演 宮元亞由美
- 《繼母與女兒的藍調》 第6－9集（2018年8月14日－9月11日，TBS）：飾演 優奈
- 《警察之家》 第6、9、10集（2019年2月15日、3月8日、3月15日，TBS）：飾演 高平小梅
- 《夏空》 第27－156集（2019年5月1日－9月28日，NHK）：飾演 三橋佐知子
- 《凪的新生活》（2019年7月19日－9月20日，TBS）：飾演 Eri
- 《美食偵探 明智五郎》 第7集－（2020年6月14日－28日，日本電視台）：飾演
- 《鴉色刑事組》（2021年4月5日－6月14日，富士電視台）：飾演 一之瀨糸子
- 《妻子變成小學生。》（2022年1月21日－3月28日，TBS）：飾演 菊池詩織
- 《難破MG5》 第1集、第2集（2022年4月13日、20日，富士電視台）：飾演
- 《青春灰姑娘》（2022年10月17日（16日深夜）－12月26日（25日深夜），朝日放送電視台）：飾演 秋山美月
- 《VIVANT》 第5、6集（2023年8月13日－20日，TBS）：飾演 三井鈴
- 《超人力霸王ARC》（2024年7月6日－2025年，東京電視台）：飾演 夏目凜
- 《黑色止血鉗2》（2024年7月7日－，TBS）：飾演 宮元亞由美

### 網路劇
- 《臨床犯罪學者 火村英生的推理》（Huli）：飾演 菜菜子
  - Another Story2 「獵人的惡夢」前篇（2016年3月27日）
  - Another Story3 「獵人的惡夢」後篇（2016年4月3日）
- 《 》（2017年6月－，GYAO!）：飾演 山口愛子（主演）
- 《半熟戀人》（2018年2月20日－3月5日，白泉社）：飾演 町田由希

### 電影
- 《先輩與彼女》（2015年10月17日）：飾演 桃谷木綿子
- 《群青戰記》（2021年3月12日）：飾演
- 《電影版 鴉色刑事組》（2023年1月13日）：飾演 一之瀨糸子

## 外部連結
- 研音個人官方網站（日語）
- 水谷果穗的Instagram帳戶
- 水谷果穗STAFF的X（前Twitter）
- 官方粉絲俱樂部「KAHO CLUB」